# Hašmonejci
Hasmonejci ili Hašmonejci (hebrejski: חשמונאים, Ḥašmona'im) židovska je dinastija pod čijom je vlašću bila Judeja a povremeno i neke okolne zemlje kao što je Galileja, Idumeja, te prekojordanske zemlje od sredine 2. stoljeća pr. Kr. do Heroda Velikog. U hrvatskoj su historiografiji poznatiji kao Makabejci jer je Makabejski ustanak Hasmonejsku dinastiju iznjedrio kao vladajuću, a potom i kao kraljevsku.